# Ptiloprora
Ptiloprora là một chi chim trong họ Meliphagidae.